# Suicidios debidos
Suicidios debidos es una novela del escritor italiano Aldo Busi publicado en español en el 2002.

## Sinopsis
Giuseppe Pigliacelo (Pino) es un sacristán fallido del rico y clerical pueblo de Pieve di Lombardia. Medio y mediocre como los otros habitantes del lugar, goza de una reputación inmerecida de varón violador. Falló en todo excepto al implicarse de atrocidades que jamás ha hecho personalmente y en eso acaba por encontrar el único valor de su existencia. En Pieve di Lombardia una cadena muy rara de suicidios corre el riesgo de desarrollarse impunemente, pero Pino decidió acabar con hipocresías de todo el mundo, incluso a sí mismo.

## Ediciones
- Aldo Busi, Suicidios debidos (Suicidi dovuti), traducción de José Luis Trullo, Barcelona, Edhasa, 2002, ISBN 9788435008242